# Pseudione fibriata
Pseudione fibriata är en kräftdjursart som beskrevs av Richardson1910. Pseudione fibriata ingår i släktet Pseudione och familjen Bopyridae. Inga underarter finns listade i Catalogue of Life.